# Charles Kay-Shuttleworth, V barone Shuttleworth
Charles Geoffrey Nicholas Kay-Shuttleworth, V barone Shuttleworth (2 agosto 1948), è un nobile britannico.

## Biografia
Charles Kay-Shuttleworth è nato il 2 agosto 1948 ed è figlio di Charles Kay-Shuttleworth, IV barone Shuttleworth e di sua moglie Anne Elizabeth Phillips.
È stato educato all'Eton College. In seguito ha lavorato per il Royal Institution of Chartered Surveyors, un organismo professionale che accredita professionisti nel settore della terra, della proprietà, delle costruzioni e delle infrastrutture in tutto il mondo, ed è stato direttore della banca Abbey National dal 1996 al 2004. Nel 1975, alla morte del padre, è diventato barone Shuttleworth. Il 13 gennaio 1997 è stato nominato lord luogotenente del Lancashire. È presidente dell'Associazione dei lord luogotenenti dal 2008. Dal 1998 e dal gennaio del 2006 presidente del consiglio del Ducato di Lancaster.
Lord Shuttleworth è patrono della The Veterans Association UK, un'organizzazione dedita ai bisogni di benessere dei veterani, del personale di servizio e delle loro famiglie.

## Ascendenza
|                                                               |                    |                                           | Genitori                   |  |  | Nonni |  |  | Bisnonni                                        |  |  | Trisnonni                           |  |
|                                                               |                    |                                           |                            |  |  |       |  |  | Ughtred Kay-Shuttleworth, I barone Shuttleworth |  |  | James Kay-Shuttleworth, I baronetto |  |
|                                                               |                    |                                           |                            |  |  |       |  |  | Ughtred Kay-Shuttleworth, I barone Shuttleworth |  |  | James Kay-Shuttleworth, I baronetto |  |
|                                                               |                    | Janet Shuttleworth                        |                            |  |  |       |  |  | Ughtred Kay-Shuttleworth, I barone Shuttleworth |  |  |                                     |  |
| Edward James Kay-Shuttleworth                                 |                    |                                           |                            |  |  |       |  |  | Ughtred Kay-Shuttleworth, I barone Shuttleworth |  |  |                                     |  |
|                                                               |                    | Blanche Marion Parish                     | Woodbine Parish            |  |  |       |  |  |                                                 |  |  |                                     |  |
|                                                               |                    | Blanche Marion Parish                     | Woodbine Parish            |  |  |       |  |  |                                                 |  |  |                                     |  |
|                                                               |                    | Blanche Marion Parish                     | Louisa Ann Hubbard         |  |  |       |  |  |                                                 |  |  |                                     |  |
| Charles Ughtred John Kay-Shuttleworth, IV barone Shuttleworth |                    | Blanche Marion Parish                     |                            |  |  |       |  |  |                                                 |  |  |                                     |  |
|                                                               |                    | Charles Robert Whorwood Adeane            | Henry John Adeane          |  |  |       |  |  |                                                 |  |  |                                     |  |
|                                                               |                    | Charles Robert Whorwood Adeane            | Henry John Adeane          |  |  |       |  |  |                                                 |  |  |                                     |  |
|                                                               |                    | Charles Robert Whorwood Adeane            | Elizabeth Philipa Biddulph |  |  |       |  |  |                                                 |  |  |                                     |  |
| Sibell Eleanor Maud Adeane                                    |                    | Charles Robert Whorwood Adeane            |                            |  |  |       |  |  |                                                 |  |  |                                     |  |
|                                                               |                    | Madeline Pamela Constance Blanche Wyndham | Percy Scawen Wyndham       |  |  |       |  |  |                                                 |  |  |                                     |  |
|                                                               |                    | Madeline Pamela Constance Blanche Wyndham | Percy Scawen Wyndham       |  |  |       |  |  |                                                 |  |  |                                     |  |
|                                                               |                    | Madeline Pamela Constance Blanche Wyndham | Madeline Campbell          |  |  |       |  |  |                                                 |  |  |                                     |  |
| Charles Kay-Shuttleworth, V barone Shuttleworth               |                    | Madeline Pamela Constance Blanche Wyndham |                            |  |  |       |  |  |                                                 |  |  |                                     |  |
|                                                               | J. Hawtin Phillips | …                                         |                            |  |  |       |  |  |                                                 |  |  |                                     |  |
|                                                               | J. Hawtin Phillips | …                                         |                            |  |  |       |  |  |                                                 |  |  |                                     |  |
|                                                               | J. Hawtin Phillips | …                                         |                            |  |  |       |  |  |                                                 |  |  |                                     |  |
| Geoffrey Francis Phillips                                     | J. Hawtin Phillips |                                           |                            |  |  |       |  |  |                                                 |  |  |                                     |  |
|                                                               |                    | …                                         | …                          |  |  |       |  |  |                                                 |  |  |                                     |  |
|                                                               |                    | …                                         | …                          |  |  |       |  |  |                                                 |  |  |                                     |  |
|                                                               |                    | …                                         | …                          |  |  |       |  |  |                                                 |  |  |                                     |  |
| Anne Elizabeth Phillips                                       |                    | …                                         |                            |  |  |       |  |  |                                                 |  |  |                                     |  |
|                                                               |                    | Arthur William Ridley                     | Nicholas James Ridley      |  |  |       |  |  |                                                 |  |  |                                     |  |
|                                                               |                    | Arthur William Ridley                     | Nicholas James Ridley      |  |  |       |  |  |                                                 |  |  |                                     |  |
|                                                               |                    | Arthur William Ridley                     | Frances Touchet            |  |  |       |  |  |                                                 |  |  |                                     |  |
| Pamela Frances Ada Ridley                                     |                    | Arthur William Ridley                     |                            |  |  |       |  |  |                                                 |  |  |                                     |  |
|                                                               |                    | Adriana Elizabeth Newton                  | Francis Rhodes Newton      |  |  |       |  |  |                                                 |  |  |                                     |  |
|                                                               |                    | Adriana Elizabeth Newton                  | Francis Rhodes Newton      |  |  |       |  |  |                                                 |  |  |                                     |  |
|                                                               |                    | Adriana Elizabeth Newton                  | Anna Louise Gyllich        |  |  |       |  |  |                                                 |  |  |                                     |  |
|                                                               |                    | Adriana Elizabeth Newton                  |                            |  |  |       |  |  |                                                 |  |  |                                     |  |